# Jo Gartner
Josef Anton „Jo“ Gartner (* 24. Jänner 1954 in Wien; † 1. Juni 1986 in Le Mans, Frankreich) war ein österreichischer Automobilrennfahrer.

## Karriere
In den Jahren 1975 bis 1979 startete Gartner seine Karriere in der Formel Super V. 1979 fuhr er eine Saison in der Formel 3, unter anderem gegen Alain Prost. Von 1981 bis 1983 fuhr er in der Formel-2-Europameisterschaft, wo ihm auch sein erster Formel-2-Erfolg mit dem Sieg beim Großen Preis von Pau 1983 gelang. Jo Gartner war 1984 bei insgesamt acht Formel-1-Grand-Prix auf Osella-Alfa Romeo am Start. Bestes Ergebnis war ein 5. Platz beim Grand Prix von Italien, allerdings blieb Gartner ohne WM-Punkte, da Osella nur mit einem Auto zur Teilnahme an der Fahrer-WM berechtigt war. 1985 blieb er ohne ein Formel-1-Cockpit, er wechselte daraufhin in die Sportwagenserie. Im selben Jahr fuhr Gartner das 24-Stunden-Rennen von Le Mans, bei dem er mit seinen Teamkollegen David Hobbs und Guy Edwards trotz der Zieleinfahrt auf drei Rädern den vierten Platz erreichte.
Ein Jahr später, 1986, gelang ihm ein aufsehenerregender Sieg beim 12-Stunden-Rennen in Sebring auf einem Porsche 962 zusammen mit Bob Akin und Hans-Joachim Stuck.

## Tod in Le Mans
In der Nacht vom 31. Mai auf den 1. Juni 1986, gegen 3:12 Uhr, raste er beim 24-Stunden-Rennen von Le Mans auf der Mulsanne-Geraden mit über 300 km/h gegen die linke Leitschiene der Strecke und starb beim Aufprall. Der Wagen überschlug sich und kam auf der anderen Seite der Strecke zum Liegen, wo er anschließend ausbrannte. Die Ursache für den Unfall konnte nicht eindeutig geklärt werden, es wird aber eine gebrochene Hinterradaufhängung als Ursache angenommen.
Jo Gartners Grab befindet sich in Wien-Döbling, auf dem Döblinger Friedhof.

## Statistik

### Statistik in der Formel-1-Weltmeisterschaft

#### Gesamtübersicht
| Saison | Team   | Chassis     | Motor                   | Rennen | Siege | Zweiter | Dritter | Poles | schn. Rennrunden | Punkte | WM-Pos. |
| ------ | ------ | ----------- | ----------------------- | ------ | ----- | ------- | ------- | ----- | ---------------- | ------ | ------- |
| 1984   | Osella | Osella FA1F | Alfa Romeo 890T 1.5 V8t | 8      | –     | –       | –       | –     | –                | –      | 21.     |
| Gesamt | Gesamt | Gesamt      | Gesamt                  | 8      | –     | –       | –       | –     | –                | –      |         |

#### Einzelergebnisse
| Saison | 1 | 2 | 3   | 4 | 5 | 6 | 7 | 8 | 9   | 10  | 11  | 12 | 13     | 14  | 15 | 16 |
| ------ | - | - | --- | - | - | - | - | - | --- | --- | --- | -- | ------ | --- | -- | -- |
| 1984   |   |   |     |   |   |   |   |   |     |     |     |    |        |     |    |    |
|        |   |   | DNF |   |   |   |   |   | DNF | DNF | DNF | 12 | 5 Anm. | DNF | 16 |    |

| Legende  | Legende            | Legende                                                          |
| Farbe    | Abkürzung          | Bedeutung                                                        |
| -------- | ------------------ | ---------------------------------------------------------------- |
| Gold     | –                  | Sieg                                                             |
| Silber   | –                  | 2. Platz                                                         |
| Bronze   | –                  | 3. Platz                                                         |
| Grün     | –                  | Platzierung in den Punkten                                       |
| Blau     | –                  | Klassifiziert außerhalb der Punkteränge                          |
| Violett  | DNF                | Rennen nicht beendet (did not finish)                            |
| Violett  | NC                 | nicht klassifiziert (not classified)                             |
| Rot      | DNQ                | nicht qualifiziert (did not qualify)                             |
| Rot      | DNPQ               | in Vorqualifikation gescheitert (did not pre-qualify)            |
| Schwarz  | DSQ                | disqualifiziert (disqualified)                                   |
| Weiß     | DNS                | nicht am Start (did not start)                                   |
| Weiß     | WD                 | zurückgezogen (withdrawn)                                        |
| Hellblau | PO                 | nur am Training teilgenommen (practiced only)                    |
| Hellblau | TD                 | Freitags-Testfahrer (test driver)                                |
| ohne     | DNP                | nicht am Training teilgenommen (did not practice)                |
| ohne     | INJ                | verletzt oder krank (injured)                                    |
| ohne     | EX                 | ausgeschlossen (excluded)                                        |
| ohne     | DNA                | nicht erschienen (did not arrive)                                |
| ohne     | C                  | Rennen abgesagt (cancelled)                                      |
| ohne     | keine WM-Teilnahme |                                                                  |
| sonstige | P/fett             | Pole-Position                                                    |
| sonstige | 1/2/3/4/5/6/7/8    | Punktplatzierung im Sprint-/Qualifikationsrennen                 |
| sonstige | SR/kursiv          | Schnellste Rennrunde                                             |
| sonstige | *                  | nicht im Ziel, aufgrund der zurückgelegten Distanz aber gewertet |
| sonstige | ()                 | Streichresultate                                                 |
| sonstige | unterstrichen      | Führender in der Gesamtwertung                                   |

### Le-Mans-Ergebnisse
| Jahr | Team                    | Fahrzeug     | Teamkollege         | Teamkollege         | Platzierung | Ausfallgrund                 |
| ---- | ----------------------- | ------------ | ------------------- | ------------------- | ----------- | ---------------------------- |
| 1985 | John Fitzpatrick Racing | Porsche 962  | David Hobbs         | Guy Edwards         | Rang 4      |                              |
| 1986 | Porsche Kremer Racing   | Porsche 962C | Sarel van der Merwe | Kunimitsu Takahashi | Ausfall     | tödlicher Unfall von Gartner |

### Sebring-Ergebnisse
| Jahr | Team                  | Fahrzeug    | Teamkollege        | Teamkollege | Platzierung | Ausfallgrund |
| ---- | --------------------- | ----------- | ------------------ | ----------- | ----------- | ------------ |
| 1986 | Bob Akin Motor Racing | Porsche 962 | Hans-Joachim Stuck | Bob Akin    | Gesamtsieg  |              |

### Einzelergebnisse in der Sportwagen-Weltmeisterschaft
| Saison | Team                    | Rennwagen   | 1   | 2   | 3   | 4   | 5   | 6   | 7   | 8   | 9   | 10  |
| ------ | ----------------------- | ----------- | --- | --- | --- | --- | --- | --- | --- | --- | --- | --- |
| 1982   | Fritz Glatz             | TOJ SC205   | MON | SIL | NÜR | LEM | SPA | MUG | FUJ | BRH |     |     |
| 1982   | Fritz Glatz             | TOJ SC205   |     |     |     |     | DNF |     |     |     |     |     |
| 1985   | John Fitzpatrick Racing | Porsche 956 | MUG | MON | SIL | LEM | HOK | MOS | SPA | BRH | FUJ | SEL |
| 1985   | John Fitzpatrick Racing | Porsche 956 |     | DNF | DNF | 4   |     |     |     |     | DNF |     |
| 1986   | Kremer Racing           | Porsche 962 | MON | SIL | LEM | NÜN | BRH | JER | NÜR | SPA | FUJ |     |
| 1986   | Kremer Racing           | Porsche 962 | 8   | 3   | DNF |     |     |     |     |     |     |     |